# Червецы
Червецы́ — группа семейств равнокрылых насекомых из подотряда Sternorrhyncha. (Некоторые авторы не считают равнокрылых самостоятельным отрядом, а вводят в отряд полужесткокрылых). Многие представители — вредители сельского хозяйства. Ряд видов используется для получения красителей и лаков. Название происходит от слова vermiculus — «червячок» — на народной латыни обозначавшего кошениль, из которой получали красную краску.
На червецах паразитируют грибы рода Septobasidium.